# Fatsia oligocarpella
Fatsia oligocarpella là một loài thực vật có hoa trong Họ Cuồng. Loài này được Koidz. mô tả khoa học đầu tiên năm 1918.